# Temnoplectron major
Temnoplectron major là một loài bọ cánh cứng trong họ Bọ hung (Scarabaeidae).